# Univision Deportes Network

Univisión Deportes Network, conocido también como UDN, fue un canal de televisión de pago de Estados Unidos, propiedad de Univision Communications y dirigido a la comunidad hispana estadounidense. Emitió vía cable y satélite y estuvo dedicado a las retransmisiones deportivas en español. Cesó sus transmisiones a las 23:59 del 19 de julio de 2019 y fue reemplazado a las 00:00 del 20 de julio de 2019 por el canal TUDN.
A fecha de febrero de 2015, aproximadamente 39.7 millones de hogares (34,1% del mercado) recibían el canal.

## Historia
En mayo de 2011, Univisión Communications anunció tres nuevos canales de televisión por cable para fortalecer su posición total en el mercado latino y diversificar los ingresos, entre ellos uno dedicado al fútbol y otros deportes. Se firmó un acuerdo con Dish Network en enero de 2012 para llevar a los canales vía satélite. El canal dedicado a los deportes fue nombrado Univisión Deportes Network. El 11 de mayo del mismo año, AT&T U-verse firmó un contrato con Univisión Communications para llevar el canal, junto con Univision tlnovelas.
También contaba con dos canales hermanos, Univisión Deportes Network 2, Univisión Deportes Network 3 y Univisión TDN, que salían al aire con repeticiones de juegos y programas de televisión. Univisión Deportes Network 2 se transmitía exclusivamente por Dish.
El canal también realizaba emisiones en México, Centroamérica y República Dominicana, pero la programación variaba debido a que Televisa estaba involucrado.

## Programación
El programa insigna del canal fue Univisión Deportes Fútbol Club, un programa deportivo conducido por Xavier Sol (a partir de noviembre de 2017) con una hora de duración de lunes a viernes a las 7:00 p. m. hora del este, 6:00 p. m. (CST) con repetición en México a las 9 p. m. a través de UTDN. El 11 de enero de 2016, se estrena el programa de debate Línea de Cuatro conducido por Alejandro Berry. Dicho programa se transmitía de lunes a viernes a las 8:00 p. m. hora del este, 7:00 p. m. (CST).
El programa semanal de sábado por la noche Futbol Central, conducido por Fernando Fiore (actualmente en Fox Sports y Fox Deportes), daba cobertura al fútbol en general y contenía vistas previas de los partidos de la liga mexicana. Otras competiciones cubiertas por el canal incluían la CONCACAF Champions League y la Major League Soccer. Los derechos a los juegos de la MLS en 2012 fueron compartidos con las redes hermanas Galavisión y UniMás (antes Telefutura).
La cadena también transmitió eventos de la FIFA de 2012 a 2014, y la Fórmula 1 a partir de 2013 hasta 2017.
Además de la programación original, Univisión Deportes transmitía espectáculos de Televisa Deportes Network en los Estados Unidos incluyendo Tribuna interactiva, Fútbol en serio, Zona Águila, Zona Tricolor, entre otros. Esto se reflejaba al aire con el logo de la cadena de Univisión Deportes con el logotipo de TDN a su derecha en todo momento, aunque efectivamente Univisión Deportes es el nombre casual de la red. La programación de Univisión Deportes también se veía en México por TDN, aunque algunos eventos y programas estaban excluidos debido a asuntos contractuales.
En julio de 2019 la cadena Univisión confirma que Univisión Deportes Network dejaría de existir el 20 de julio de 2019. En esa fecha, la señal es reemplazada por el canal/marca TUDN, el cual también reemplazó a los canales TDN, UTDN y las divisiones Televisa Deportes y Univisión Deportes, a partir de la misma fecha.

## Univision Deportes Radio
Univision Deportes Radio fue una cadena de radio deportiva en español en los Estados Unidos bajo la división de Univision Deportes, propiedad de Univision Communications, parte de la red de Univision Deportes. Se lanzó el 19 de abril de 2017 en diez estaciones de radio AM y FM en siete estados del país.
En el lanzamiento de la red, su programación se compone principalmente de versiones de radio de programas selectos de la cadena Univision Deportes. La cadena también transmitía selectos partidos de fútbol tanto de la Liga MX, Copa MX, MLS, la Champions League y la Europa League de la UEFA y todo torneo de la CONCACAF.
En julio de 2019, y conforme al renombramiento de toda la marca de Univision Deportes, fue renombrada como TUDN Radio.

## Logotipos

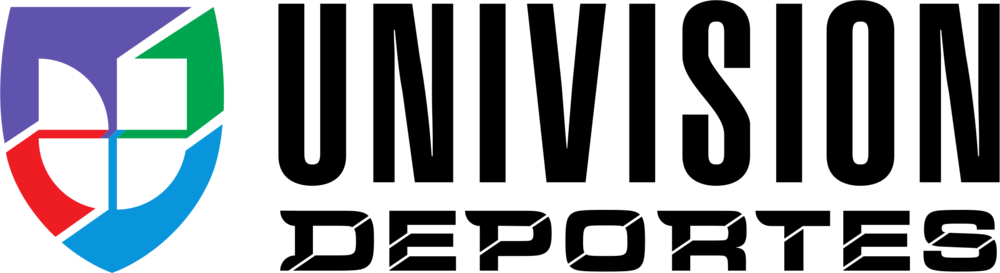
2012-2013
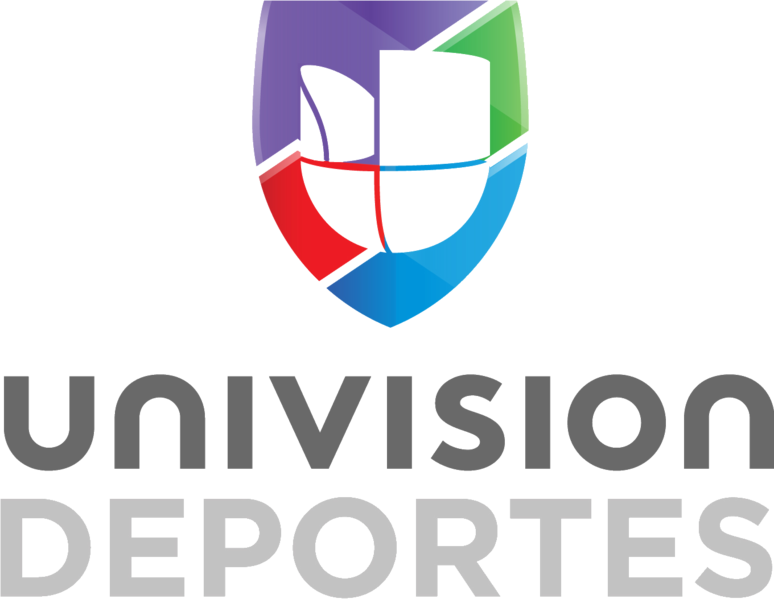
2013-2019
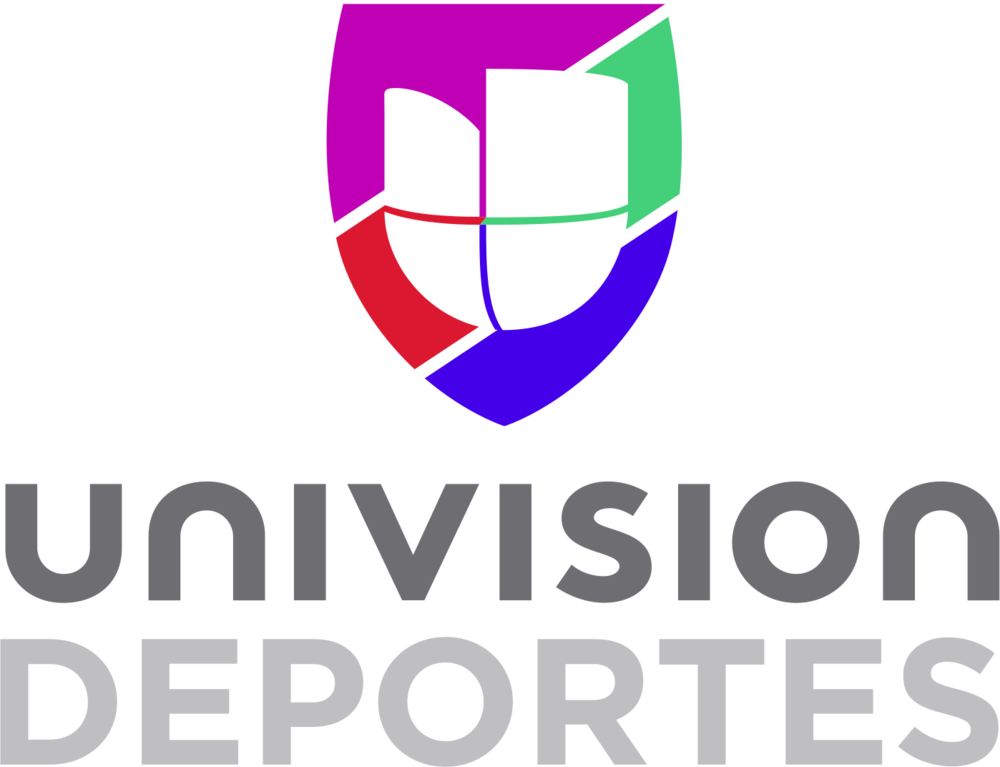
Enero-Julio 2019

## Competidores
- ESPN Deportes
- Fox Deportes
- Telemundo Deportes
- GolTV
- beIN-ñ Sports
- TyC Sports Internacional